# هاني أبو انعيم
هاني أبو انعيم (6 أوكتوبر 1951 -) ، كاتب سياسي وروائي من مسلية في محافظة جنين، ومقيم في الأردن. ودرس في مدرسة جنين الثانوية. حصل على البكالوريوس في الاقتصاد من جامعة بيروت العربية في بيروت، حيث درس وأقام فيها لعدة سنوات وعمل في الصحافة اللبنانية والفلسطينية. غادر بيروت في العام 1980 وعمل في الوظيفة العامة في الأردن.
أصدر 7 أعمال في الرواية والقصة القصيرة والقصة الومضة وهي:
- «رسل السلام»- رواية عام 1988 عن دار الكرمل للنشر والتوزيع
- «اشطيو» - رواية عام 1990 عن دار غسان للنشر
- «ذبيحة» - مجموعة قصصية عن دار أزمنه للنشر والتوزيع
- «واحة اليقين» رواية عام 2015 عن دار فضاءات للنشر والتوزيع في عمان
- «أرواح شاحبة» مجموعة قصص قصيرة جداعام 2015 عن دار فلاور القاهرة
- «وخزات نازفة» مجموعة ومضات قصصية (قصة ومضة) عن دار فلاور القاهرة عام 2015. وهو أول كتاب في الأدب العربي يقتصر على ومضات قصصية «القصة السطر الواحد» ويضم 120 ومضة قصصية.
- «كفاف البوح» مجموعة قصص قصيرة جدا عام 2018 عن دار فضاءات للنشر والتوزيع في عمان